# 韓勗
韓勗（？—？），字德懋，直隸高陽縣（今河北省高陽縣）人，明朝政治人物。

## 生平
嘉靖十一年（1532年）壬辰科進士。官至兵部職方司郎中。